# Rudolf Schramm-Zittau

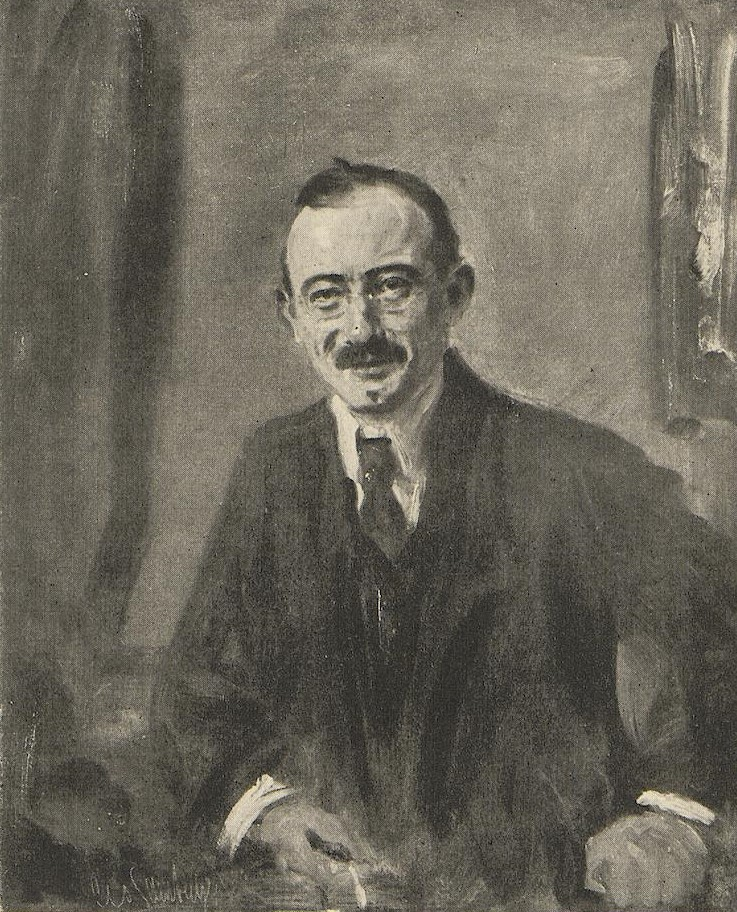
Rudolf Schramm-Zittau, gemalt von Leo Samberger

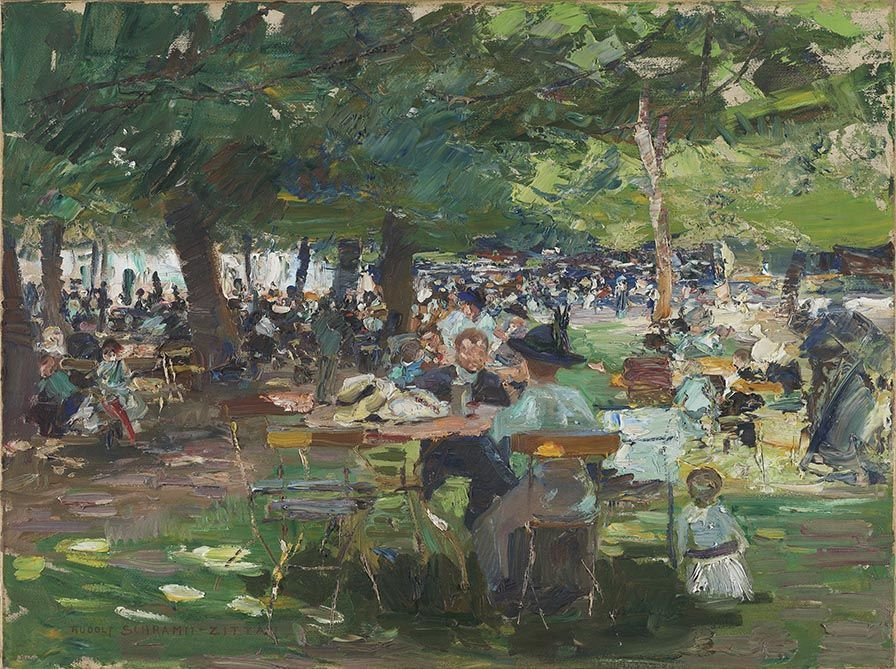
Biergarten (um 1913)

Rudolf Schramm-Zittau, eigentlich Rudolph Max Schramm, auch Rudolf Schramm, (* 1. März 1874 in Zittau; † 4. Juni 1950 in Ehrwald, Tirol) war ein spätimpressionistischer deutscher Maler von Städte- und Tierbildern. Den Namenszusatz -Zittau gab er sich, um seine Verbundenheit mit der Geburtsstadt zu zeigen.

## Leben und Wirken
Schramm wurde als Sohn von Friedrich August Schramm und seiner Frau Clara Marie (geb. Klinger) geboren. Er studierte Mitte der 1890er Jahre an der Dresdner Akademie bei Friedrich Preller dem Jüngeren, in der Großherzoglichen Kunstschule in Karlsruhe bei Viktor Weißhaupt und in der Kunstakademie München bei Heinrich von Zügel.
Er erhielt 1900 eine Auszeichnung auf der Pariser Weltausstellung. Auf der 2. Biennale Venedig war er 1901 mit zwei Gemälden vertreten, mit dem Bild Hahnenkampf gewann er eine Goldmedaille. Schramm war ein bekannter und vielseitiger Tiermaler, dessen Motive Wasservögel und Pferdejagd besonders geschätzt wurden. Schramm-Zittau nahm an der ersten Ausstellung des Deutschen Künstlerbundes 1904 in München mit dem Ölbild Gänse (1903?) teil – zu diesem Zeitpunkt noch als Jury-Mitglied der Münchener Secession, unter deren Kuratorium die Ausstellung lief. Einige Jahre später wurde er dann auch selbst als DKB-Mitglied aufgenommen.
Nach seiner Ernennung zum „Königlichen Professor“ war Schramm-Zittau bis 1934 in München tätig. In seiner Münchener Zeit entstanden einige städtische Genreszenen. 1923 reiste er nach Tirol und 1930 kam er nach Ehrwald. 1934/1935 wurde er als Professor für Tier- und Landschaftsmalerei an die Dresdner Kunstakademie berufen, wo er als Nachfolger Emanuel Hegenbarths die Klasse für Tiermalerei übernahm.
In der Zeit des Nationalsozialismus war Schramm-Zittau Mitglied der Reichskammer der bildenden Künste. Für diese Zeit ist seine Teilnahme an 20 großen Ausstellungen sicher belegt, darunter von 1937 bis 1944 sieben Große Deutsche Kunstausstellungen in München. Er war einer der meistausgestellten deutschen Künstler, doch scheiterte sein Wunsch, Adolf Hitler ein Großgemälde zu schenken, da Hitlers Adjutant Albert Bormann die Qualität des Bildes kritisierte. In der Endphase des Zweiten Weltkriegs nahm ihn Hitler im August 1944 in die Gottbegnadeten-Liste der wichtigsten Kunstmaler auf, was ihn von einem Kriegseinsatz, auch an der Heimatfront befreite. Ab 1944 lebte Schramm wieder in Ehrwald.
Bilder von Schramm sind im Besitz von Museen in Altenburg (Lindenau-Museum), Berlin (Alte Nationalgalerie), Buenos Aires, Chemnitz (Kunstsammlungen am Theaterplatz), Chicago, Dresden (Galerie Neue Meister), Essen (Museum Folkwang), Frankfurt am Main (Städelsches Kunstinstitut), Zittau, Görlitz, Johannesburg, Magdeburg, Mainz, München, Nürnberg, Venedig und Wuppertal. Sein Großgemälde Poultry Yard kam durch eine Donation von Hugo Reisinger (New York) 1911 in die Sammlung des Museum of Fine Arts in Boston. Er war auch Mitglied der Vereinigung Lausitzer Bildender Künstler. Bilder von Schramm-Zittau sind regelmäßig im deutschen Auktionshandel vertreten.

## Ausstellungen (Auswahl)
- 1900: Kunsthalle Bremen, Große Gemälde Ausstellung und Internationale Gemälde Ausstellung (auch 1904, 1906, 1908 und 1910)[16]
- 1904: Kgl. Kunstausstellungsgebäude am Königsplatz, X. Ausstellung der Münchener Sezession: Der Deutsche Künstlerbund, München
- 1905: IX. Internationalen Kunstausstellung, München
- 1915: Galerie Heinemann, München
- 1921: Staatliche Kunsthalle Baden-Baden, Deutsche Kunst in Baden-Baden
- 1940: Haus der Kunst, Große Deutsche Kunstausstellung, München
- 1945: Kunstausstellung Kühl, Dresden (gemeinsam mit Ernst Hassebrauk) Gemälde und Stillleben der 30er Jahre
- 1961: Württembergischer Kunstverein, Stuttgart, Hölzel und sein Kreis
- 1976: Nationalgalerie Berlin, Malerei der deutschen Impressionisten